# Estonie au Concours Eurovision de la chanson 2023
L'Estonie est l'un des trente-sept pays participant au Concours Eurovision de la chanson 2023, qui se tient du 9 au 13 mai 2023 à Liverpool au Royaume-Uni. Le pays est représenté par Alika Milova, avec sa chanson Bridges, sélectionnées lors de l'Eesti Laul 2023. Le pays se classe 8e avec 168 points lors de la finale.

## Sélection
L'Estonie confirme sa participation au Concours le 1er août 2023, annonçant par la même occasion la reconduction de la sélection nationale, l'Eesti Laul, pour une quinzième édition.

### Format
Vingt chansons participent au concours, réparties d'abord dans deux demi-finales de dix chansons chacune.
Chaque demi-finale est composée de deux tours de vote: le premier est déterminé à 50 % par les votes du jury et à 50 % par les votes du public estonien. Les quatre chansons en tête se qualifient pour la finale, tandis que les six autres sont soumises au vote du public une seconde fois, la chanson recevant le plus de votes rejoignant les quatre autres en finale.

Pour la première fois, à l'issue des deux demi-finales, deux chansons éliminées lors des demi-finales seront repêchées par les votes du public et obtiendront une place en finale.
La finale est elle aussi composée de deux tours: le jury et le public votent à 50/50 lors du premier tour; les trois chansons arrivées en tête du vote sont départagées lors du second tour, par le public seul. La chanson qui obtient le plus de votes remporte l'Eesti Laul et représente par conséquent l'Estonie à l'Eurovision.

### Participants
La fenêtre de participations dure du 13 septembre au 20 octobre 2022. Tout comme l'année précédente, des frais d'inscription s'appliquent, et sont basés sur la langue de la chanson: ils sont de 50 € pour une chanson intégralement en estonien et de 100 € dans les autres cas.
La liste des participants est révélée par ERR entre le 1er et le 2 novembre 2022,.
| Artiste              | Titre                    | Langue            | Auteur(s) |
| -------------------- | ------------------------ | ----------------- | --- |
| Alika                | Bridges                  | Anglais           | Alika Milova, Wouter Hardy, Nina Sampermans                                                                    |
| Andreas              | Why Do You Love Me       | Anglais           | Andreas Poom, Alan Roy Scott, Julia Sundberg                                                                   |
| Anett & Fredi        | You Need to Move On      | Anglais           | Frederik Küüts, Anett Kulbin, Jason Hunter                                                                     |
| Bedwetters           | Monsters                 | Anglais           | Joosep Järvesaar, Mihkel Mõttus, Rauno Kutti, Kaspar Koppel, Karl-Kristjan Kingi, Claus Peneri, Kris Evan-Säde |
| Carlos Ukareda       | Whiskey Won't Forget     | Anglais           | Carlos Ukareda, Gevin Niglas, Chris Roberts                                                                    |
| Ellip                | Pretty Girl              | Anglais           | Pille-Riin Karro, Meelis Meri                                                                                  |
| Elysa                | Bad Philosophy           | Anglais           | Stig Rästa, Vallo Kikas, Elisa Kolk, Anne Gudrun Michaelsen, Alex Ghinea                                       |
| Inger                | Awaiting You             | Anglais           | Inger Fridolin, Oliver de la Rosa Padilla, Sofia-Liis Liiv                                                     |
| Janek                | House of Glass           | Anglais           | Janek Valgepea, Kjetil Mørland                                                                                 |
| Kaw                  | Valik                    | Estonien          | Gevin Niglas, Jesse Keihäsvuori                                                                                |
| Linalakk & Bonzo     | Aeg                      | Estonien          | Liina Tsimmer                                                                                                  |
| M Els                | So Good (At What You Do) | Anglais           | Stefan Airapetjan, Andreas Poom, Hugo Martin Maasikas, Gevin Niglas, Stig Rästa                                |
| Meelik               | Tuju                     | Estonien          | Andres Kõpper, Meelik Samel, Rain Parve, Martin Petermann                                                      |
| Merlyn               | Unicorn Vibes            | Anglais           | Merlyn Uusküla, Llauri Lembinen, Liis Kaskpeit                                                                 |
| Mia                  | Üks samm korraga         | Estonien          | Kersti Kukk |
| Neon Letters & Maiko | ときめき (Tokimeki)      | Anglais, japonais | Aap-Eerik Lai, Johanna Holvandus, Maiko Tammik                                                                 |
| Ollie                | Venom                    | Anglais           | Oliver Mazurtšak                                                                                               |
| Robin Juhkental      | Kurbuse matused          | Estonien          | Robin Juhkental                                                                                                |
| Sissi                | Lighthouse               | Anglais           | Sissi Nylia Benita                                                                                             |
| Wiiralt              | Salalik                  | Estonien          | Martin Saaremägi, Vahur Krautman                                                                               |

1. ↑  Wiiralt devait participer au concours avec le groupe Ultima Thule, mais ce dernier groupe a décidé de se retirer à la suite du décès du guitariste de Riho Sibul, survenu en novembre 2022.

### Shows

#### Demi-finales
Les demi-finales sont retransmises depuis Viimsi.

##### Demi-finale 1
La première demi-finale a lieu le 28 janvier 2023. Dix des vingt chansons en lice y participent.
- Qualifié au premier tour par le jury et le télévote
- Qualifié au second tour par le télévote seul

| Ordre | Artiste              | Titre               | Premier tour | Premier tour | Premier tour | Premier tour | Premier tour | Premier tour | Second tour | Second tour |
| Ordre | Artiste              | Titre               | Jury         | Jury         | Télévote     | Télévote     | Total        | Place        | Télévote    | Place       |
| ----- | -------------------- | ------------------- | ------------ | ------------ | ------------ | ------------ | ------------ | ------------ | ----------- | ----------- |
| 1     | Janek                | House of Glass      | 33           | 3            | 1 134        | 7            | 10           | 6            | 1 535       | 1           |
| 2     | Ellip                | Pretty Girl         | 91           | 8            | 502          | 2            | 10           | 7            | 971         | 2           |
| 3     | Kaw                  | Valik               | 42           | 4            | 269          | 1            | 5            | 10           | 265         | 6           |
| 4     | Merlyn               | Unicorn Vibes       | 14           | 1            | 529          | 4            | 5            | 9            | 497         | 3           |
| 5     | Mia                  | Üks samm korraga    | 29           | 2            | 1 326        | 8            | 10           | 5            | 285         | 5           |
| 6     | Neon Letters & Maiko | Tokimeki            | 61           | 5            | 520          | 3            | 8            | 8            | 434         | 4           |
| 7     | Ollie                | Venom               | 115          | 12           | 1 397        | 12           | 24           | 1            | −           | −           |
| 8     | Andreas              | Why Do You Love Me  | 81           | 7            | 555          | 5            | 12           | 4            | −           | −           |
| 9     | Bedwetters           | Monsters            | 73           | 6            | 1 335        | 10           | 16           | 2            | −           | −           |
| 10    | Anett & Fredi        | You Need to Move On | 99           | 10           | 742          | 6            | 16           | 3            | −           | −           |

##### Demi-finale 2
La seconde demi-finale est diffusée le 4 février 2023.
| Ordre | Artiste          | Titre                    | Premier tour | Premier tour | Premier tour | Premier tour | Premier tour | Premier tour | Second tour | Second tour |
| Ordre | Artiste          | Titre                    | Jury         | Jury         | Télévote     | Télévote     | Total        | Place        | Télévote    | Place       |
| ----- | ---------------- | ------------------------ | ------------ | ------------ | ------------ | ------------ | ------------ | ------------ | ----------- | ----------- |
| 1     | Inger            | Awaiting You             | 58           | 6            | 917          | 8            | 14           | 3            | −           | −           |
| 2     | Linalakk & Bonzo | Aeg                      | 30           | 2            | 393          | 2            | 4            | 9            | 270         | 5           |
| 3     | Meelik           | Tuju                     | 85           | 8            | 775          | 6            | 14           | 4            | −           | −           |
| 4     | Elysa            | Bad Philosophy           | 30           | 1            | 1 464        | 10           | 11           | 5            | 731         | 2           |
| 5     | Robin Juhkental  | Kurbuse matused          | 44           | 3            | 317          | 1            | 4            | 10           | 265         | 6           |
| 6     | M Els            | So Good (At What You Do) | 50           | 4            | 611          | 5            | 9            | 7            | 872         | 1           |
| 7     | Wiiralt          | Salalik                  | 65           | 7            | 414          | 3            | 10           | 6            | 464         | 4           |
| 8     | Sissi            | Lighthouse               | 114          | 12           | 890          | 7            | 19           | 2            | −           | −           |
| 9     | Carlos Ukareda   | Whiskey Won't Forget     | 51           | 5            | 606          | 4            | 9            | 8            | 655         | 3           |
| 10    | Alika            | Bridges                  | 111          | 10           | 4 364        | 12           | 22           | 1            | −           | −           |

#### Repêchage
Les dix chansons non-qualifiées sont soumises à un vote du public, ouvert du 15 au 16 janvier 2023. Les deux chansons les plus plébiscitées sont repêchées et obtiennent une place en finale.
- Repêchée

| Artiste              | Titre                | Télévote | Place |
| -------------------- | -------------------- | -------- | ----- |
| Carlos Ukareda       | Whiskey Won't Forget | 571      | 6     |
| Ellip                | Pretty Girl          | 852      | 5     |
| Elysa                | Bad Philosophy       | 1 419    | 2     |
| Kaw                  | Valik                | 267      | 8     |
| Linalakk & Bonzo     | Aeg                  | 172      | 9     |
| Merlyn               | Unicorn Vibes        | 1 058    | 4     |
| Mia                  | Üks samm korraga     | 1 502    | 1     |
| Neon Letters & Maiko | Tokimeki             | 338      | 7     |
| Robin Juhkental      | Kurbuse matused      | 130      | 10    |
| Wiiralt              | Salalik              | 1 064    | 3     |

##### Finale
La finale est diffusée le samedi 11 février 2023 en direct du Tondiraba Ice Hall de Talinn.

Parmi les douze participants, les trois obtenant le meilleur score de la part du public estonien et du jury se qualifient pour le second tour de vote (la "superfinale"), où le public les départagera seul.
- Qualifié pour le second tour
- Première place
- Deuxième place
- Troisième place
- Dernière place

| Ordre | Artiste       | Titre                    | Jury (50%) | Jury (50%) | Télévote (50%) | Télévote (50%) | Total | Place |
| Ordre | Artiste       | Titre                    | Total      | Points     | Votes          | Points         | Total | Place |
| ----- | ------------- | ------------------------ | ---------- | ---------- | -------------- | -------------- | ----- | ----- |
| 1     | Meelik        | Tuju                     | 61         | 7          | 3 048          | 6              | 13    | 4     |
| 2     | Inger         | Awaiting You             | 52         | 4          | 1 107          | 4              | 8     | 7     |
| 3     | Janek         | House of Glass           | 56         | 5          | 3 051          | 7              | 12    | 5     |
| 4     | Elysa         | Bad Philosophy           | 36         | 0          | 694            | 1              | 1     | 11    |
| 5     | M Els         | So Good (At What You Do) | 40         | 1          | 1 046          | 3              | 4     | 9     |
| 6     | Bedwetters    | Monsters                 | 67         | 10         | 4 685          | 8              | 18    | 3     |
| 7     | Andreas       | Why Do You Love Me       | 51         | 3          | 752            | 2              | 5     | 8     |
| 8     | Alika         | Bridges                  | 85         | 12         | 8 514          | 12             | 24    | 1     |
| 9     | Anett & Fredi | You Need to Move On      | 41         | 2          | 593            | 0              | 2     | 10    |
| 10    | Ollie         | Venom                    | 67         | 8          | 6 832          | 10             | 18    | 2     |
| 11    | Mia           | Üks samm korraga         | 25         | 0          | 372            | 0              | 0     | 12    |
| 12    | Sissi         | Lighthouse               | 57         | 6          | 2 130          | 5              | 11    | 6     |

| Résultats détaillés des votes du jury | Résultats détaillés des votes du jury | Résultats détaillés des votes du jury | Résultats détaillés des votes du jury | Résultats détaillés des votes du jury | Résultats détaillés des votes du jury | Résultats détaillés des votes du jury | Résultats détaillés des votes du jury | Résultats détaillés des votes du jury | Résultats détaillés des votes du jury | Résultats détaillés des votes du jury | Résultats détaillés des votes du jury | Résultats détaillés des votes du jury | Résultats détaillés des votes du jury |
| Ordre                                 | Chanson                               | Alma                                  | B. Simal                              | K. Reinhert                           | L. Gullbing                           | D. Aderemi                            | M. Tryba                              | A. Roglić                             | J. Bennett                            | T. Hall                               | T. Saarinen                           | Y. Shifferele                         | Total                                 |
| ------------------------------------- | ------------------------------------- | ------------------------------------- | ------------------------------------- | ------------------------------------- | ------------------------------------- | ------------------------------------- | ------------------------------------- | ------------------------------------- | ------------------------------------- | ------------------------------------- | ------------------------------------- | ------------------------------------- | ------------------------------------- |
| 1                                     | Tuju                                  | 8                                     | 6                                     | 5                                     | 12                                    |                                       |                                       | 12                                    |                                       | 6                                     | 10                                    | 2                                     | 61                                    |
| 2                                     | Awaiting You                          | 4                                     | 7                                     | 7                                     | 1                                     | 2                                     | 3                                     | 7                                     | 7                                     | 4                                     | 6                                     | 4                                     | 52                                    |
| 3                                     | House of Glass                        |                                       | 12                                    | 4                                     | 10                                    | 10                                    | 6                                     | 4                                     |                                       | 3                                     |                                       | 7                                     | 56                                    |
| 4                                     | Bad Philosophy                        | 3                                     | 5                                     | 1                                     | 2                                     | 6                                     | 5                                     |                                       | 10                                    | 1                                     | 3                                     |                                       | 36                                    |
| 5                                     | So Good (At What You Do)              | 1                                     | 3                                     | 2                                     | 6                                     | 5                                     | 1                                     | 8                                     | 1                                     | 8                                     | 5                                     |                                       | 40                                    |
| 6                                     | Monsters                              | 6                                     | 10                                    | 8                                     | 7                                     | 12                                    |                                       | 5                                     | 8                                     | 2                                     | 1                                     | 8                                     | 67                                    |
| 7                                     | Why Do You Love Me                    | 5                                     | 2                                     |                                       | 3                                     | 4                                     | 10                                    |                                       | 6                                     | 12                                    | 4                                     | 5                                     | 51                                    |
| 8                                     | Bridges                               | 12                                    | 4                                     |                                       | 4                                     | 1                                     | 8                                     | 10                                    | 12                                    | 10                                    | 12                                    | 12                                    | 85                                    |
| 9                                     | You Need to Move On                   |                                       |                                       | 12                                    | 8                                     |                                       | 7                                     | 1                                     | 5                                     | 5                                     |                                       | 3                                     | 41                                    |
| 10                                    | Venom                                 | 7                                     | 8                                     | 6                                     | 5                                     | 7                                     | 4                                     | 6                                     | 4                                     | 7                                     | 7                                     | 6                                     | 67                                    |
| 11                                    | Üks samm korraga"                     | 2                                     | 1                                     | 10                                    |                                       | 3                                     | 2                                     | 2                                     | 2                                     |                                       | 2                                     | 1                                     | 25                                    |
| 12                                    | Lighthouse                            | 10                                    |                                       | 3                                     |                                       | 8                                     | 12                                    | 3                                     | 3                                     |                                       | 8                                     | 10                                    | 57                                    |

##### Superfinale
| Ordre | Artiste    | Titre    | Télévote | Télévote | Place |
| ----- | ---------- | -------- | -------- | -------- | ----- |
| 1     | Bedwetters | Monsters | 7 991    | 25,44%   | 3     |
| 2     | Alika      | Bridges  | 13 141   | 41,83%   | 1     |
| 3     | Ollie      | Venom    | 10 280   | 32,73%   | 2     |

Le concours s'achève sur la victoire d'Alika Milova, qui représentera donc l'Estonie à l'Eurovision 2023 à Liverpool au Royaume-Uni avec sa chanson Bridges.

## À l'Eurovision
L'Estonie participera à la première moitié de la seconde demi-finale du jeudi 11 mai. Elle s'y classe 10e avec 74 points, se qualifiant donc pour la finale. Lors de celle-ci, elle termine à la 8e place avec 168 points.